# Рамессеумський ономастикон
Рамессеумський ономастикон (P. Ramesseum D = Berlin 10495) — давньоєгипетський папірус з перерахуваннями назв різних об'єктів, одна з найдавніших відомих  енциклопедій. Був знайдений в 1896 р. в одній з гробниць в Рамессеумі поблизу єгипетських  Фів. Датується часом  II перехідного періоду (XVIII століття до н. е.). Містить 323 назви різних об'єктів, згруповані за класами: птахи, риби, птахи (якогось іншого типу), тварини  пустелі, населені пункти (розташовані вздовж Нілу й перераховані в порядку з півдня на північ), види  випічки, злаки і плоди, зернисті субстанції, частини тіла, сипучі речовини. При цьому ніяких пояснень крім ідеограми, що позначає приналежність терміна до того чи іншого класу, немає. Достовірні відомості про призначення цього тексту відсутні.

## Ресурси Інтернету
- Фотографії оригіналу на сайті Британського Музею